# Loin de Rueil
Pour les articles homonymes, voir Rueil (homonymie).
 (avril 2025).
Si vous disposez d'ouvrages ou d'articles de référence ou si vous connaissez des sites web de qualité traitant du thème abordé ici, merci de compléter l'article en donnant les références utiles à sa vérifiabilité et en les liant à la section « Notes et références ».
Loin de Rueil est un roman de Raymond Queneau publié en 1944 aux éditions Gallimard.

## Résumé
Jacques l'Aumône est un petit garçon de Rueil. Son père possède une entreprise de chaussettes et sa mère est ménagère. Il s'évade du quotidien par les films muets projetés au cinéma et surtout par son imagination :  il se croit ainsi le fils illégitime d'un ami de son père, Louis Philippe Des Cigales, poète méconnu et excentrique qui ne se remet pas d'un chagrin d'amour et passe ses soirées en compagnie de gens qu'il vient à peine de rencontrer, comme la petite bonne de quatorze ans, Lulu Doumer. Devenu adulte, Jacques envisage de faire carrière dans la boxe et se voit déjà champion du monde. Il promet aussi à Des Cigales de publier ses poèmes dans une revue qui ne verra jamais le jour. Il épouse Suzanne, qu'il a rencontrée dans un café où elle faisait le service, et déménage avec elle dans une petite ville de province. Se faisant passer pour un spécialiste, Jacques est engagé par Baponot, un chimiste vétérinaire et essaie un temps de faire fructifier le laboratoire en achetant les découvertes d'un concurrent. La venue d'une petite troupe théâtrale dans la ville bouleverse la vie du héros : il retrouve une amie d'enfance, Camille Magnin, dans la vedette du spectacle et décide d'abandonner son travail, sa femme et son fils Michou pour la suivre dans ses tournées. Une fois que Camille a rompu avec lui et qu'il ne trouve plus de métier, Jacques traverse une phase d'humilité et de pauvreté extrême et rêve de devenir un saint. Il sort de la déchéance en tombant amoureux de Dominique, la sœur aînée de Camille devenue une grande bourgeoise et en se faisant engager comme figurant dans des films, où il rencontre un certain succès. Mais Dominique refuse de devenir son amante en prétendant rester fidèle à son mari : en fait, Jacques apprendra qu'elle a déjà trompé celui-ci avec un de ses amis d'enfance, Lucas. Désillusionné, Jacques commence à voyager à travers le monde. Il se retrouve à un moment à San Culebra del Porco, petite ville paumée et exotique, où il est censé négocier avec le consul pour tourner un film documentaire. Dans un bar, il rencontre Lulu Doumer dont il tombe amoureux après avoir appris qu'elle venait comme lui de Rueil, ainsi que quelques autres personnages entrevus dans sa jeunesse. 
Suzanne apprend enfin l'adresse des parents de Jacques et débarque chez eux avec Michou. Quelque peu déconcerté au début, le couple les accueille tout de même, et une vie quotidienne se met en place où Des Cigales, vieilli et toujours ami de la famille, tient une grande place. C'est lui, alors que tout le monde se demande ce qui a bien pu arriver à Jacques, qui emmène Michou au cinéma, et où, sans le savoir, ce dernier voit son père à l'écran. En effet, Jacques qui a épousé Lulu est devenu un acteur hollywoodien sous le nom de James Charity. Il y vit pleinement ses rêveries d'autrefois en entraînant celles des autres. Des Cigales, maintenant l'amant de Suzanne, ne dit rien à celle-ci.

## Personnages
- Jacques l'Aumône
- Louis-Philippe Des Cigales : poète méconnu de Rueil
- Suzanne : serveuse puis épouse de Jacques
- Lulu Doumer : jeune bonne de Rueil
- Michou l'Aumône : fils de Jacques
- Camille Magnin : amie d'enfance puis amante de Jacques
- Dominique Magnin : sœur de Camille et amour de Jacques
- Martine : figurante et amante de Jacques
- M. Baponot : chimiste et employeur de Jacques